# Stéphane Nomis
Stéphane Nomis (ur. 23 października 1970) – francuski judoka. Startował w Pucharze Świata w latach 1996-1998. Zajął piąte miejsce na mistrzostwach Europy w 1997 i srebrny medalista w drużynie w tym samym roku. Wicemistrz igrzysk śródziemnomorskich w 1997. Wicemistrz Francji w 1995, 1996 i 1997 roku.